# Lumban Binasa
Lumban Binasa is een bestuurslaag in het regentschap Mandailing Natal van de provincie Noord-Sumatra, Indonesië. Lumban Binasa telt 553 inwoners (volkstelling 2010).